# Crescere un figlio per educarne cento
Crescere un figlio per educarne cento è il quinto album studio del gruppo italiano Casa, pubblicato nel 2012.

## Il disco
È il primo album con il nuovo chitarrista Marco Papa, entrato nel gruppo a sostituzione di Marco Ferrari meno di quattro mesi prima delle registrazioni dell'album. È stato pubblicato il videoclip della canzone Non lasciarmi mai.

## Tracce
1. Morton – 4:40
2. Blues morto – 5:40
3. Whodunit! – 4:00
4. Vangelo secondo Alessandro – 4:50
5. Interludio a forma di croce – 4:25
6. Il terzo stile – 2:40
7. Madonna con cilicio – 3:40
8. Beba la moldava – 3:15
9. Non lasciarmi mai – 4:00

## Formazione
- Filippo Bordignon - voce
- Filippo “Fefè” Gianello - basso
- Ivo Tescaro - batteria
- Marco Papa - chitarra

### Ospiti
- Gianpaolo Bordignon - sassofono tenore in Morton
- Marco Ferrari - armonica a bocca in Blues morto
- Nicola Riato - clarinetto basso in Interludio a forma di croce
- Matteo Scalchi - chitarra assolo in Beba la moldava
- Rigon (percussionista degli Eterea Post Bong Band) - percussioni in Beba la moldava
- Marco Girardin - flauto traverso in Non lasciarmi mai
- Marco Penzo - contrabbasso in Non lasciarmi mai
- Irene Bianco - vibrafono in Non lasciarmi mai